# Ralph David Abernathy
Ralph David Abernathy (gyakran Ralph Abernathy-ként említik) (Linden, Alabama, 1926. március 11. – Atlanta, Georgia, 1990. április 17.) amerikai baptista lelkész, fekete polgárjogi aktivista.

## Életpályája
Farmer fiaként született. A második világháborúban katonaként vett részt. Beiratkozott az Alabamai Állami Egyetemre, ahol 1950-ben matematikából szerzett diplomát. Ezután a Columbia Egyetemen tanult.  A kollégiumban kapcsolódott be a polgárjogi mozgalomba, tagja lett a Kappa Alpha Psi szövetségnek. Tiltakozásokat szervezett amiatt, hogy a hálótermek fűtetlenek, nincs melegvíz a hálótermekben és ehetletlen az étel a menzán. 
1948-tól baptista lelkész (pastor) volt. 1951-től 1961-ig a montgomery baptista egyházban teljesített szolgálatot. Amikor 1955-ben Montgomeryben Rosa Parks megtagadta, hogy a busz hátsó részén utazzon, ahogy a feketéknek előírták akkoriban, Abernathy és Martin Luther King megszervezték a Montgomery busz-bojkottot. 1957-ben Atlantába költözött. 
A Déli Keresztény Vezetőség Konferenciája nevű polgárjogi szervezet egyik alapítójaként King helyettese lett (alelnök 1965-től). Abernathy ott volt King mellett, amikor 1968-ban Kinget meggyilkolták. Ezután 1977-ig ő vezette a szervezetet. 
1977-ben azért mondott le, mert indult – sikertelenül – egy szenátori székért. Budapesten 1971-ben járt, amikor részt vett a Béke Világtanács ülésén. Többször letartóztatták, bebörtönözték.